# Meng Po

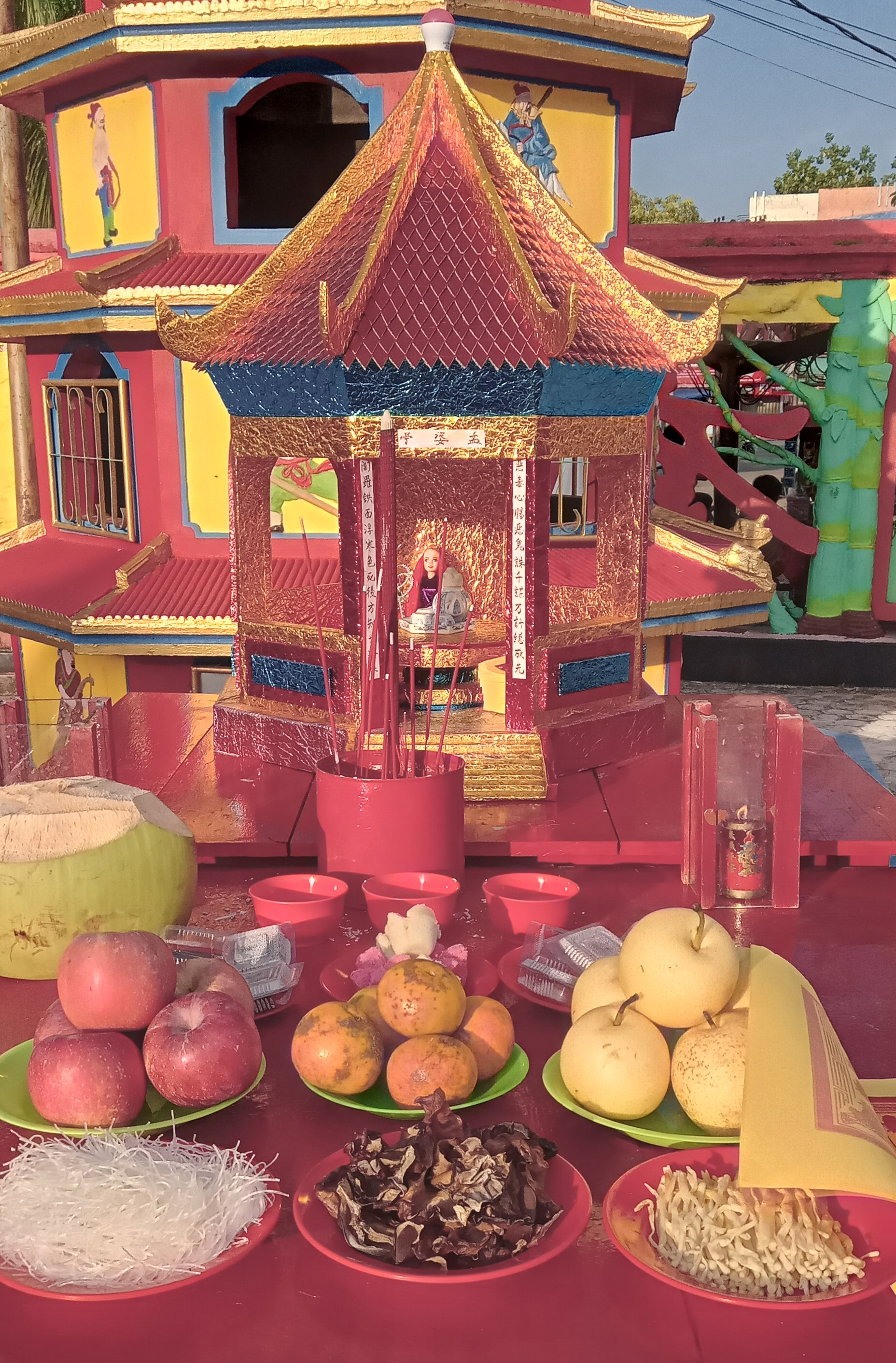
Autel temporaire de Meng Po lors du festival des fantômes de 2022 sur l'île de Bangka

Meng Po (chinois : 孟婆 ; pinyin : mèng pó ; littéralement : « Vieille dame Mèng ») est la Dame de l'oubli dans la mythologie chinoise.
Meng Po se trouve dans le « dixième tribunal » de Diyu, le dixième niveau du royaume des morts de la mythologie chinoise. Elle doit veiller à ce que les âmes prêtes à se réincarner ne se souviennent pas de leur vie antérieure ou de leur séjour en enfer. De ce fait, elle recueille des herbes dans divers étangs et ruisseaux du monde terrestre pour leur préparer le Thé aux cinq arômes de l'oubli (en chinois simplifié : 迷魂汤 ; en chinois traditionnel : 迷魂湯 ; Wade-Giles : Mi-hun-t'ang, littéralement : « Les eaux de l'oubli »). Ce thé est servi à chaque âme avant qu'il ne quitte Diyu. Le breuvage conduit à une amnésie instantanée et permanente, dont la mémoire de sa vie antérieure disparait. Purgé de tous ses péchés et de sa mémoire, l'esprit est expédié sur Terre dans un nouveau corps, pour ainsi recommencer un nouveau cycle de vie.
Parfois, certains esprits contournent ce breuvage, et des souvenirs d'une vie antérieure peuvent alors survenir pendant l'enfance.